# Jean-Luc Vasseur
Pour les articles homonymes, voir Vasseur.
Jean-Luc Vasseur est un joueur de football français né le 1er janvier 1969 à Poissy en région parisienne. Il a été formé au Paris Saint-Germain, et a joué au Paris Saint-Germain, au Stade Rennais, à l'AS Saint-Étienne, à l'US Créteil, au RC France et au FCM Aubervilliers . Il évoluait au poste de défenseur et milieu de terrain. Reconverti en entraîneur, il a entraîné en Ligue 1, Ligue 2 et en National. Il a également dirigé les équipes féminines de l'Olympique lyonnais et d'Everton FC.
Il commente des matchs de la Ligue Europa et de la Ligue Europa Conférence sur RMC Sport.

## Biographie
D'origine espagnole par sa mère, il vit à Conflans-Sainte-Honorine, dans les Yvelines, pendant son enfance. À 15 ans il entre au centre de formation du Paris Saint-Germain.

## Carrière de joueur
Il joue son premier match professionnel à 17 ans sous les ordres de Gérard Houllier. Il intègre l'Équipe de France dans la catégorie des moins de 16 ans à moins de 18 ans avec Didier Deschamps et Marcel Desailly, ainsi que l'équipe militaire. À l'arrivée de Canal+ dans le Club de la capitale, il quitte le Paris Saint-Germain en 1992 pour le Stade Rennais puis l'AS Saint-Étienne, l'US Créteil, et enfin le RC France.

## Carrière d'entraîneur

### Débuts
Après sa carrière de joueur, Jean-Luc revient au centre de formation du Paris Saint-Germain en 2001 en tant qu'éducateur. Responsable de la CFA2, il est en tête du classement du groupe A, quand il est appelé au chevet des U19 du Paris Saint-Germain avec la mission de les qualifier pour les play-offs. Ce qu'il fera avant d'être éliminé par le vainqueur de l'épreuve, le Stade Rennais.
En janvier 2002, il est diplômé du DEF (Diplôme d'entraîneur de football). Il dirige les U19 du Paris Saint-Germain entre 2002 et 2005, et participe à l'éclosion de joueurs tels que David Ngog, Clément Chantôme et Mounir Obbadi.
Enfin en 2005, lors de la réorganisation du centre de formation, il est le seul à rester de l'ancienne équipe pour se voir attribuer les U17.
Jean-Luc se voit confier l'avenir des joueurs tels que Adrien Rabiot, Mamadou Sakho, Kingsley Coman, Mike Maignan, Hervin Ongenda, Presnel Kimpembe, Jean-Christophe Bahebeck et Neeskens Kebano. Trois fois finalistes du championnat de France des U17, il remporte avec son équipe la finale le 4 juin 2011 à Tarbes contre l'Olympique De Marseille. 

### US Créteil
Le 9 juin 2011, il signe un contrat de deux ans avec une année en option en cas de montée, au Club de National l'US Créteil, en remplacement de Hubert Velud. Il réalise le meilleur départ de l'Histoire du club avec 10 victoires lors des 11 premières journées de la National 2012-2013. À l'issue de cette saison, il est sacré champion de France avec une accession en Ligue 2, et élu meilleur entraîneur de National par le site Foot National.
Lors de la saison 2013-2014, l'US Créteil finit 11e du classement de Ligue 2.

### Stade De Reims
En juin 2014, Jean-Luc Vasseur est transféré et signe un contrat de deux ans pour diriger l'équipe première du Stade De Reims, qui évolue en championnat de Ligue 1, sans pouvoir être accompagné de son adjoint. Il finit 9e aux matchs aller avec 28 points. Les absents de la CAN se font sentir dès le début des matches retour. Après une nouvelle défaite de son équipe face au Lille OSC lors de la 31e journée de Ligue 1, il est remercié par ses dirigeants le 7 avril 2015. Le club pointe alors à la 16e place du classement, avec 3 points d'avance sur le premier relégable. Il est remplacé par l'adjoint au club dans l'encadrement technique depuis 2010, Olivier Guégan.

### Paris FC
À la suite du licenciement de Denis Renaud, il est engagé le 29 novembre 2015 par le Paris FC évoluant en Ligue 2. À la fin de la saison, il prend la décision de ne pas rester, malgré une dernière année de contrat. 

### LB Châteauroux
Le 6 juin 2017, il est nommé entraîneur principal de la LB Châteauroux promu en Ligue 2. Lors de la saison 2017-2018, le club obtient son maintien dès février 2018, et finit la saison 9e du classement avec 60 points, record obtenu il y a 15 ans. Le 9 octobre 2018, il est écarté de son poste, après deux défaites consécutives.

### Olympique Lyonnais F
Le 17 juin 2019, il devient le nouvel entraîneur de l'équipe féminine de l'Olympique Lyonnais. Il s'y engage pour deux saisons. 
Pour la première fois en France, un technicien aura entraîné dans l’élite une équipe de football masculine et féminine, car Jean-Luc Vasseur présente la particularité d’avoir entraîné des équipes masculines en Ligue 2 et le Stade De Reims en Ligue 1. 
Le 21 septembre 2019, Jean-Luc Vasseur et ses joueuses remportent la première édition du Trophée Des Championnes en battant le Paris Saint-Germain F aux tirs au but (4-3), quelques semaines auparavant le 18 août 2019 lui et ses joueuses remportaient la Women's International Champions Cup lors d’un tournoi de pré-saison.
Le 14 mai 2020, Jean-Luc Vasseur et ses joueuses remportent le Championnat De France, à la suite de la décision de la Fédération Française de Football pour l'arrêt définitif du championnat en raison de la pandémie de coronavirus.   
Le 9 août 2020, Jean-Luc Vasseur et ses joueuses remportent la Coupe De France en battant le Paris Saint-Germain F aux tirs au but (4-3).
Le 15 août 2020, Jean-Luc Vasseur et ses joueuses remportent le trophée amical Veolia.
Le 30 août 2020, Jean-Luc Vasseur et ses joueuses remportent le premier Final 8 de l’histoire de la Ligue Des Champions féminines en battant les Louves du VfL Wolfsbourg (3-1) à Saint-Sébastien. Malgré l’absence majeure d’Ada Hegerberg, Ballon D’or Féminin 2018, héroïne de la dernière finale avec un triplé express contre le FC Barcelone (4-1), ses joueuses décrochent un 7e titre en Ligue Des Champions, le 5e d’affilée. Pourtant, en face d’elles, les Lyonnaises retrouvaient leurs meilleures ennemies de Wolfsbourg, contre qui elles disputaient leur quatrième finale de Ligue des champions. Pour un troisième succès, de loin le plus maîtrisé comparé à la victoire aux tirs au but de 2016 (1-1, 4 tab à 3) ou celle en prolongation de 2018 (4-1).
Le 1er octobre 2020, Jean-Luc Vasseur remporte le Prix UEFA de l'entraîneur d'équipe féminine de l'année pour la saison 2019/20.
Le 11 décembre 2020, Jean-Luc Vasseur est nommé dans les 3 finalistes pour le trophée The Best, Entraîneur de la FIFA du football féminin 2020.
Remportant le match aller (0-1) contre le Paris Saint-Germain F en quart de finale de la Ligue des champions féminine, l'Olympique Lyonnais est terrassé par un cluster du Covid. 12 joueuses, Jean-Luc Vasseur et 2 membres du staff avant le match retour. Le 27 avril 2021, Jean-Luc Vasseur est démis de ses fonctions d'entraîneur à la suite de l'élimination de son équipe en quart de finale de la Ligue des champions en s'inclinant 1-2 au match retour.

### Everton FC F
Le 18 octobre 2021, Jean-Luc Vasseur est nommé entraîneur de l'équipe féminine de l'Everton FC. Son objectif est de qualifier sa nouvelle équipe en Ligue Des Championnes. Le 2 février 2022, Everton annonce que Jean-Luc Vasseur quitte son poste d'entraîneur de l'équipe féminine, après seulement 10 matchs toutes compétitions confondues (4 victoires, 4 défaites et 2 nuls) sur le banc des Toffees.

### FC Versailles
Le 1er mars 2024, le FC Versailles le nomme entraîneur du Club. Jean-Luc Vasseur a pour mission de maintenir le Club en National, alors que les Versaillais sont 12e du Championnat, à une place de la première place de relégable. Le 2 octobre 2024, il a été démis de ses fonctions.  

## Palmarès entraîneur
Olympique lyonnais (F) : 
- Ligue des Champions (1) 
  - Vainqueur en 2020
- Championnat de France (1)
  - Vainqueur en 2020
- Coupe de France (1) 
  - Vainqueur en 2020
- Trophée des championnes (1) 
  - Vainqueur en 2019
- Women's International Champions Cup (1) 
  - Vainqueur en 2019
- Trophée Veolia Féminin (1) 
  - Vainqueur en 2020

 Union sportive Créteil-Lusitanos
- Championnat de France de National
  - Vainqueur en 2013

 Paris Saint- Germain
- Championnat de France U17 Nationaux
  - Vainqueur en 2011

## Distinctions personnelles
| Pays      | Distinctions | Catégorie                                        | Date | Résultats |
| --------- | ------------ | ------------------------------------------------ | ---- | --------- |
| Suisse    | UEFA Awards  | Meilleur entraîneur d'équipe féminine de l'année | 2020 | Lauréat   |
| Allemagne | IFFHS Awards | Meilleur entraîneur de club féminin du monde     | 2020 | Lauréat   |